# Destino (cortometraje)
Destino es un cortometraje lanzado en 2002 por The Walt Disney Company. Destino es único porque su producción comenzó originalmente en 1945, 58 años antes de su conclusión final. El proyecto fue una colaboración entre el cineasta estadounidense Walt Disney y el pintor español Salvador Dalí. La música fue compuesta por el compositor mexicano Armando Domínguez e interpretada por la cantante mexicana Dora Luz. Fue incluido en el Animation Show of Shows en 2003.
Estaba planeado incluirlo como un segmento en la película "Fantasía musicana (Titulo provisional)", tercera parte del clásico de Disney, "Fantasía", pero, al cancelarse la producción de esta, se editó como cortometraje en solitario.

## Historia
Destino (en español en el original) fue un guion del guionista del estudio Disney John Hench y el artista Salvador Dalí. Se trabajó en él durante ocho meses, desde finales de 1945 a 1946. Sin embargo, las preocupaciones financieras llevaron a Disney a abandonar la producción. The Walt Disney Company, a continuación, Walt Disney Studios, tuvo muchos problemas financieros en la Segunda Guerra Mundial. Hench compiló una prueba del corto de animación de unos 18 segundos con la esperanza de reavivar el interés de Disney en el proyecto, pero la producción ya no se consideró económicamente viable y se puso en pausa indefinida.
En 1999, el sobrino de Walt Disney Roy E. Disney, mientras trabajaba en Fantasía 2000, desenterró el proyecto latente y decidió traerlo de vuelta a la vida. El corto fue producido por Baker Bloodworth y dirigido por el animador francés Monfréy Dominique en su papel de director de primera. Un equipo de 25 animadores descifró los guiones crípticos de Dalí y Hench (con un poco de ayuda de revistas de la esposa de Dalí, Gala Dalí, y la orientación del mismo Hench), y terminó la producción de Destino. El resultado final es sobre todo animación tradicional, incluyendo material de archivo original de Hench, pero también contiene algunos momentos de Animación por computadora. Las 18 tomas de segundo original que se incluyen en el producto acabado son el segmento con las dos tortugas (este material original se refiere a la secuencia Bette Midler de acogida de El soldadito de plomo en Fantasía 2000, incluyendo una «idea que consideró el béisbol como metáfora de la vida».
Destino se estrenó el 2 de junio de 2003 en el Festival Internacional de Cine de Animación de Annecy en Annecy, Francia. El corto de seis minutos sigue la historia de amor entre Cronos y el amor desafortunado que siente por una mujer mortal. La historia continúa a medida que las danzas femeninas se mueven a través de un paisaje surrealista inspirado en las pinturas de Dalí. No hay diálogo, pero la banda sonora incluye una canción del compositor mexicano Armando Domínguez.
El cortometraje fue muy bien recibido, ganó muchos premios y en 2003 fue nominado para el Premio de la Academia al mejor cortometraje animado. Destino se estrenó en los cines en una versión muy limitada junto con la película Las chicas del calendario.
La película se proyectó como parte de la exposición Dalí & Film en el Tate Modern, de junio a septiembre de 2007, como parte de la exposición Dalí en el Museo de Arte del Condado de Los Ángeles de octubre de 2007 a enero de 2008, y en una exposición en el Museo de Arte Moderno de Nueva York llamado Dalí: Pintura y Cine de junio a septiembre de 2008, así como en una exposición en el Museo Dalí en St. Petersburg, Florida en 2008. A mediados de 2009, tuvo lugar su exposición en Melbourne (Australia) en la Galería Nacional de Victoria a través de la exposición Dalí, Deseo líquido, y desde finales de 2009 hasta abril de 2010 se expuso en el Dayton Art Institute en Dayton, Ohio, en una exposición titulada Dalí y Disney: El arte y la animación de Destino'. Desde el 27 de abril al 2 de septiembre de 2013 se pudo ver en la exposición Dalí: Todas las sugestiones poéticas y todas las posibilidades plásticas, en el Museo Nacional Centro de Arte Reina Sofía, Madrid.

## Planes de lanzamiento en DVD doméstico
Destino está actualmente disponible como añadido especial en las películas Fantasía y Fantasía 2000 Edición Especial Blu-ray+DVD lanzado el 30 de noviembre de 2010.